# Schwingt freudig euch empor BWV 36c
Schwingt freudig euch empor (in tedesco, "Slanciatevi con gioia") BWV 36c è una cantata di carattere profano di Johann Sebastian Bach.

## Storia
La cantata Schwingt freudig euch empor venne composta da Bach a Lipsia, probabilmente nel 1725, come omaggio ad uno dei suoi superiori presso la Thomasschule, forse Johann Matthias Gesner, e venne forse eseguita nell'aprile o maggio dello stesso anno. Il testo è probabilmente di Christian Friedrich Henrici.

## Struttura
La cantata è scritta per soprano solista, tenore solista, basso solista, coro, oboe d'amore, viola d'amore, violino I e II, viola e basso continuo ed è suddivisa in nove movimenti:
1. Coro: Schwingt freudig euch empor, per tutti.
2. Recitativo: Ein Herz, in zärtlichem Empfinden, per tenore e continuo.
3. Aria: Die Liebe führt mit sanften Schritten, per tenore, oboe d'amore e continuo.
4. Recitativo: Du bist es ja, per basso e continuo.
5. Aria: Der Tag, der dich vordem gebar, per basso, archi e continuo.
6. Recitativo: Nur dieses Einz'ge sorgen wir, per soprano e continuo.
7. Aria: Auch mit gedämpften, schwachen Stimmen, per soprano, viola d'amore e continuo.
8. Recitativo: Bei solchen freudenvollen Stunden, per tenore e continuo.
9. Coro e recitativi: Wie die Jahre sich verneuen, per tenore, basso e soprano, coro, oboe d'amore, archi e continuo.